# Bàng Kỷ
Bàng Kỷ (giản thể: 逢纪; phồn thể: 逢紀; bính âm: Páng Jǐ; ? – 202), thường phiên âm là Phùng Kỷ, tự Nguyên Đồ (元圖), là mưu sĩ dưới trướng quân phiệt Viên Thiệu cuối thời Đông Hán trong lịch sử Trung Quốc.

## Tiểu sử
Bàng Kỷ quê ở quận Nam Dương, Kinh Châu, thời trẻ được ngợi khen là có mưu trí. Khoảng năm 186–189, Hà Tiến muốn diệt trừ hoạn quan, tiêu biểu là Thượng quân hiệu úy Kiển Thạc. Môn khách Trương Tân khuyên Tiến tuyển người hiền lương để trừ hại cho quốc gia. Hà Tiến nghe theo, trưng tịch đám kẻ sĩ Bàng Kỷ, Hứa Du, Hà Ngung,... làm tâm phúc, lại thu đám con cháu thế gia Viên Thuật, Viên Thiệu làm tay chân.
Năm 189, Hà Tiến bị hoạn quan giết hại, Đổng Trác thừa cơ khống chế triều đình. Trung quân hiệu úy Viên Thiệu bất mãn Đổng Trác, trốn khỏi Lạc Dương đến Ký Châu. Hứa Du, Bàng Kỷ, Thuần Vu Quỳnh cũng bỏ quan đi theo Thiệu. Viên Thiệu rất thưởng thức mưu trí của Bàng Kỷ, nhờ Kỷ mà Ký Châu mục Hàn Phức chịu trợ giúp Thiệu, cả sau khi Thiệu nhận chức thái thú Bột Hải thuộc Ký Châu.
Năm 191, Khúc Nghĩa tạo phản, chống lại Hàn Phức. Viên Thiệu nhận ra Hàn Phức yếu thế, muốn chiếm đoạt Ký Châu, nhưng không có biện pháp nào. Bàng Kỷ bày mưu cho Thiệu: Phàm là kẻ làm việc lớn, không sở hữu một châu, thì không tính là có chỗ đặt chân. Hiện nay Ký Châu cường đại, nhưng Hàn Phức tài trí bình thường. Có thể bí mật hẹn Công Tôn Toản dẫn quân xuôi nam, Hàn Phức mà biết chắc chắn sợ hãi. Lúc đó [ngài] phái một người có tài ăn nói đến chỗ Hàn Phức trần thuật việc được mất. Phức bị ép bối rối, ta thừa cơ chiếm cứ Ký Châu.
Viên Thiệu thấy hợp lý, càng thêm thân cận Bàng Kỷ, viết thư cho Công Tôn Toản hứa hẹn chia đều Ký Châu. Toản lấy cớ tiêu diệt Đổng Trác để xuất quân, đánh bại Hàn Phức ở An Bình. Thiệu phái Cao Cán đến thuyết phục Hàn Phức. Phức nghe theo lời của Quách Đồ, Tuân Thầm, Tân Bình, bỏ qua lời khuyên của Cảnh Vũ, Mẫn Thuần, Thư Thụ, hiến Ký Châu cho Viên Thiệu. Viên Thiệu không mất một binh một tốt mà sở hữu cả Ký Châu.
Năm 199, Viên Thiệu dốc toàn quân đánh Tào Tháo, lấy Bàng Kỷ quản lý quân sự. Năm 200, Viên Thiệu thua trận ở Quan Độ, trên đường rút quân tỏ vẻ hối hận khi không nghe lời khuyên của Điền Phong. Bàng Kỷ bèn nói gièm: Phong biết tin tướng quân thua trận thì vỗ tay cười to, mừng vì đoán đều trúng. Viên Thiệu tin lời đồn thổi, cho người giết Phong. Bấy giờ, hai con trai của Thẩm Phối bị quân Tào tù binh, Mạnh Đại gièm pha Phối phản bội. Bàng Kỷ dù có thù với Thẩm Phối nhưng vẫn tin tưởng khí tiết của Phối. Viên Thiệu khen ngợi Kỷ công tư phân minh. Kỷ với Phối trở thành bạn tốt.
Năm 202, Viên Thiệu ốm chết, quần thần muốn để con trưởng Viên Đàm thừa kế. Nhưng Bàng Kỷ, Thẩm Phối bất hòa với Tân Bình, Quách Đồ. Bản thân Bàng Kỷ sợ Viên Đàm khi nối nghiệp sẽ hại mình, bèn sửa lại di mệnh, lập con thứ ba Viên Thượng kế vị. Viên Đàm tự xưng Xa kỵ tướng quân, đóng quân ở Lê Dương chống lệnh. Viên Thượng phái Bàng Kỷ đến chỗ Đàm trấn an. Viên Đàm vốn không có nhiều quân, yêu cầu Thẩm Phối tăng quân cho mình. Phối cự tuyệt, Đàm nổi giận giết Bàng Kỷ.

## Trong văn hóa
Trong tiểu thuyết Tam quốc diễn nghĩa của La Quán Trung, Bàng Kỷ xuất hiện ở hồi 7, là mưu sĩ của Viên Thiệu. Khi Viên Thiệu ở Bột Hải, phải sống lương thực cho Hàn Phức trợ cấp, Bàng Kỷ khuyên Thiệu: Đại trượng phu phải tự mình tung hoành thiên hạ cho phỉ chí, cần gì nhờ vả kẻ cho lương? Ký Châu đất rộng dân giàu, sao tướng quân không đem  quân chiếm quách cho rồi? Sau đó bày kế: Nay ngầm sai người mang mật thư gởi cho Công Tôn Toản, bảo Công Tôn Toản kéo quân đánh Ký Châu, và hẹn sẽ giúp sức rồi chia đôi mảnh đất ấy. Tôi chắc thế nào Công Tôn Toản cũng hưng binh. Còn Hàn Phúc là đứa vô mưu, nếu bị Công Tôn Toản đem quân đánh, thế nào cũng mời Tướng quân đem binh vào Ký Châu giúp sức. Chừng ấy Tướng quân sẽ tự lĩnh mọi việc, rồi chỉ trở bàn tay là lấy được, có khó gì? Viên Thiệu chiếm được Ký Châu, lấy Điền Phong, Thư Thụ, Hứu Du, Bàng Kỷ quản lý mọi việc trong châu.
Lưu Bị chiếm lại Từ Châu, bị Tào Tháo tấn công, bèn nghe theo kế của Trần Đăng, xin Trịnh Huyền viết thư cầu cứu Viên Thiệu. Thiệu lấy Thẩm Phối, Bàng Kỷ làm thống quân, Điền Phong, Tuân Thầm, Hứa Du làm mưu sĩ, Nhan Lương, Văn Xú làm tướng quân, dẫn ba mươi vạn tinh binh tiến về Lê Dương, gửi hịch thảo phạt Tào Tháo. Tháo gọi mưu sĩ bàn kế nghênh địch. Khổng Dung đến nói rằng: Viên Thiệu có đất rộng, dân mạnh, bộ hạ như bọn Hứa Du, Quách Đồ, Thẩm Phối, Bàng Kỷ, đều là những người mưu trí; Điền Phong, Thư Thụ đều là trung thần; Nhan Lương, Văn Xú sức khoẻ hơn ba đội quân; còn như Cao Lãm, Trương Cáp, Thuần Vu Quỳnh toàn là những danh tướng đời nay. Sao lại bảo Thiệu là vô dụng? Tuân Úc phản bác: Thiệu binh nhiều mà không nghiêm chỉnh; Điền Phong tính cương trực hay phạm người trên; Hứa Du tham mà không khôn, Thẩm Phối hay tự cho mình là phải mà không có mưu mẹo; Bàng Kỷ tính cả quyết nhưng không làm được việc. Mấy người ấy không ưa nhau, tất rồi cũng có nội biến; Nhan Lương, Văn Xú tuy khoẻ, nhưng đồ thất phu ấy chỉ đánh một trận là bắt được; còn những đồ tầm thường nhung nhúc, dẫu có trăm vạn cũng chẳng kể vào đâu.
Hai quân Viên, Tào giằng co ở Quan Độ. Điền Phong ở trong ngục vẫn viết thư khuyên Viên Thiệu không vội vã tiến quân. Bàng Kỷ kích động: Chúa công dấy quân nhân nghĩa, sao Điền Phong lại nói lời chẳng lành? suýt khiến Viên Thiệu chém Phong. Đến khi Viên Thiệu thua trận, hối hận không nghe lời Điền Phong thì Bàng Kỷ lại nói gièm khiến Điền Phong tự sát.
Khi Viên Thiệu bệnh nặng, Lưu phu nhân cho gọi Thẩm Phối, Bàng Kỷ đến xin Thiệu sửa đổi di chiếu, cho Viên Thượng kế vị. Viên Đàm cầm quân bên ngoài, bèn cho Quách Đồ làm sứ giả đến thăm dò tình hình, xin Viên Thượng để Thẩm Phối, Bàng Kỷ đi theo làm quân sư. Viên Thượng đồng ý, cho hai người rút thăm. Bàng Kỷ rút trúng, theo Quách Đồ đến chỗ Viên Đàm. Quân Tào Tháo tấn công, Viên Đàm ít quân, xin viện binh không được, bèn giết Bàng Kỷ để hàng Tào Tháo. Trong lịch sử, sự kiện Tào Tháo đánh Viên Đàm diễn ra 1 năm sau khi Bàng Kỷ bị giết.